# Българският рок
„Българският рок“ е дебютният албум на българския певец Георги Минчев, издаден от „Балкантон“ през 1987 г.

## Списък на песните
1. „Българският рок“
2. „Ние, музикантите“
3. „Есен в Созопол“
4. „Малък Фиат“
5. „Почти полунощ“
6. „Д-р Иванов“
7. „Песента на певеца“
8. „Урок по рок“
9. „Юли“
10. „Стари тъжни песни“

## Състав
- Георги Минчев – вокал
- Константин Цеков – клавишни, синтезатори, програмиране
- Цветан Петров – тромпет
- Иван Лечев – китари
- Ивайло Крайчовски – бас китари
- Кузман Бирбучуков – китари, бас
- Недялко Нейков – барабанен компютър, програмиране
- Йордан Капитанов – тромпет
- Константин Атанасов (музикант) – китари, барабанен компютър, програмиране
- Румен Бояджиев – клавишни, синтезатори, програмиране
- Християн Цеков – синтезатори
- ЕО на КТР – саксофони, брас секция
- Людмил Георгиев – кларнет